# Culicoides fulvithorax
Culicoides fulvithorax är en tvåvingeart som först beskrevs av Austen 1912.  Culicoides fulvithorax ingår i släktet Culicoides och familjen svidknott. Inga underarter finns listade i Catalogue of Life.